# Littorophiloscia strouhali
Littorophiloscia strouhali är en kräftdjursart som beskrevs av Stefano Taiti och Franco Ferrara1991. Littorophiloscia strouhali ingår i släktet Littorophiloscia och familjen Philosciidae. Inga underarter finns listade i Catalogue of Life.